# Pterostylis brumalis
Pterostylis brumalis är en orkidéart som beskrevs av Lucy Beatrice Moore. Pterostylis brumalis ingår i släktet Pterostylis och familjen orkidéer. Inga underarter finns listade i Catalogue of Life.